# Flughafen al-Arisch

i8
i11
i13
Der Flughafen al-Arisch (arabisch مطار العريش الدولي, DMG maṭār al-ʿArīš ad-duwalī) ist ein Flughafen nahe al-Arisch in Ägypten. Der Flughafen war der Heimatflughafen der Palestinian Airlines und der dem Gazastreifen nächstgelegene Flughafen. Palestinian Airlines zog hierher um, nachdem der Flughafen Yasser Arafat durch israelische Streitkräfte zerstört worden war.

## Fluggesellschaften und -ziele
- Royal Jordanian (Amman)

## Zwischenfälle
Am 21. April 1964 brach unter einer Vickers Viscount 754D der Middle East Airlines (OD-ACX) beim Rollen auf dem Flughafen El Arisch ein Teil des Rollwegs zusammen. Die Schäden an Rumpf, Propellern und Triebwerken waren irreparabel. Menschen kamen nicht zu Schaden.